# Allan Walters
Allan Leslie Walters (2 de Novembro de 1905 – 19 de Outubro de 1968) foi um oficial da Real Força Aérea Australiana (RAAF). Graduou-se no Real Colégio Militar, em Duntroon, e foi transferido para a RAAF em 1928. Foi instrutor de pilotagem antes da Segunda Guerra Mundial, e durante a guerra prestou serviço operacional. Ao longo da sua carreira recebeu várias condecorações pela sua prestação de serviço.